# Pseudiastata vorax
Pseudiastata vorax är en tvåvingeart som beskrevs av Curtis W. Sabrosky 1951. Pseudiastata vorax ingår i släktet Pseudiastata och familjen daggflugor. Inga underarter finns listade i Catalogue of Life.